# Mammata lueckorum
Mammata lueckorum är en insektsart som beskrevs av Abraham Munting 1969. Mammata lueckorum ingår i släktet Mammata och familjen pansarsköldlöss. Inga underarter finns listade i Catalogue of Life.